# Hiroyuki Yamaga
Hiroyuki Yamaga (山賀 博之 Yamaga Hiroyuki?). Nacido el 23 de marzo de 1962, es un director y productor de anime japonés, y uno de los  miembros fundadores del estudio de animación Gainax. Es conocido por dirigir la película Royal Space Force: The Wings of Honnêamise (1987) a los 24 años de edad, Mahoromatic (2001), Magical Shopping Arcade Abenobashi (2002) y un episodio de Gurren Lagann, la segunda temporada de El bosque del piano (2018-2019) y como por su proyecto hasta el momento inconcluso Uru in Blue. Yamaga también escribió el guion Gundam 0080 (1989).
Está retratado por actor Tsuyoshi Muro en el serie televisiva Aoi Honō basada en el manga autobiográfico de Kazuhiko Shimamoto compañero suyo en la Universidad de Arte de Osaka.

## Filmografía
| Año       | Película                                   | Director               | Escritor | Productor | Notas        |
| --------- | ------------------------------------------ | ---------------------- | -------- | --------- | ------------ |
| 1981      | Daicon III                                 | Sí                     |          | Sí        | Cortometraje |
| 1983      | Daicon IV                                  | Sí                     |          | Sí        | Cortometraje |
| 1987      | Royal Space Force: The Wings of Honnêamise | Sí                     | Sí       |           |              |
| 1988      | Gunbuster                                  |                        | Sí       |           | Miniserie    |
| 1989      | Mobile Suit Gundam 0080: War in Pocket     |                        | Sí       |           | Serie        |
| 1989      | Komatsu Sakyo Anime Gekijo                 |                        | Sí       |           |              |
| 1991      | Otaku no Video                             |                        | Sí       |           | Miniserie    |
| 1995      | Neon Genesis Evangelion                    |                        |          | Sí        | Serie        |
| 1997      | The End of Evangelion                      |                        |          | Sí        |              |
| 2000      | FLCL                                       |                        |          |           | Miniserie    |
| 2001      | Mahoromatic                                | Sí                     | Sí       |           | Serie        |
| 2002      | Yucie la pequeña princesa                  |                        | Sí       |           | Serie        |
| 2002      | Abenobashi Mahō☆Shōtengai                  | Sí                     | Sí       |           | Serie        |
| 2004      | Kono Minikuku mo Utsukushii Sekai          |                        | Sí       |           | Serie        |
| 2005      | Kore ga Watashi no Goshūjin-sama           |                        |          |           | Serie        |
| 2007      | Tengen Toppa Gurren Lagann                 | Sí (un episodio)       |          |           | Serie        |
| 2008      | Tengen Toppa Gurren Lagann Parallel Works  | Sí                     |          |           | Miniserie    |
| 2008      | Shikabane Hime                             |                        |          | Sí        |              |
| 2011      | Dantalian no Shoka                         |                        | Sí       |           | Guion        |
| 2016      | Omoi no Kakera                             |                        |          |           | Corto        |
| 2018-2019 | El bosque del piano                        | Sí (segunda temporada) |          | Sí        | Serie        |
| TBD       | The Zero Century                           | Sí                     |          |           |              |
| TBD       | Uru in Blue                                | Sí                     | Sí       |           |              |